# Дамниця
Дамниця (пол. Damnica) — село в Польщі, у гміні Дамниця Слупського повіту Поморського воєводства.
Населення — 1355 осіб (2011).
У 1975—1998 роках село належало до Слупського воєводства.

## Демографія
Демографічна структура станом на 31 березня 2011 року:
|          | Загалом | Допрацездатний вік | Працездатний вік | Постпрацездатний вік |
| -------- | ------- | ------------------ | ---------------- | -------------------- |
| Чоловіки | 695     | 155                | 488              | 52                   |
| Жінки    | 660     | 124                | 436              | 100                  |
| Разом    | 1355    | 279                | 924              | 152                  |